# 刘美人 (明武宗)
刘美人（?—?），又称刘夫人、刘姬，明武宗的后宫，太原平民刘良之女，讹称刘良女。

## 生平
《明实录》称刘美人原是太原晋王府乐工杨腾的妻子，为讴者或女乐。或称说她的身份为“歌妓”、“边妓”。中国古代，“妓”通“伎”，讴者即声伎。根据其他记载，她可能并非是杨腾的妻子，仅是他名下的“妓”。
正德十二年（1517年），武宗游幸山西大同，从大同渡黄河，路过榆林，在绥德，纳总兵官戴钦女。后返回，由西安历偏头关，至太原索要女乐，得到了刘美人。武宗喜她色艺俱佳，就带回了豹房。将刘美人安置在西苑太液池专寝中，号称夫人，江彬等近幸，称她为刘娘娘。刘美人受到武宗宠爱，她触怒武宗后“輙一笑而解”。
正德十四年（1519年），明武宗借寧王之亂前往江南。江彬在扬州搜罗处女、寡妇，又引武宗渔猎。刘姬劝谏，稍止。《胜朝彤史拾遗记》记，明武宗将要南征，暗中先送美人到潞河，约定圣驾先发，而随以其他舟船迎刘美人。刘美人脱下一个发簪赠给皇帝，以为信物，说：见簪而后赴。明武宗把簪子藏在衣间，过芦沟，驰马时丢失。寻找数日不获。明武宗至临清州，遣宦官召美人，美人推辞：“不见簪非信，不敢赴。”明武宗于是独自乘船日夜回还，傍徨到张家湾亲迎刘美人，载她南征。明武宗在两年后逝世，刘美人结局无记载。
刘美人即民间传说游龍戲鳳中李凤姐的原型。今北京市昌平区崔村镇真顺村西北北大岭山脚下有一处“刘娘坟”。清代康熙《昌平州志》、光绪《昌平州志》均记为刘美人墓。根据其他文献推测是明英宗宠妃惠妃刘氏的墓葬。

## 相关影视
- 1959年电影《江山美人》林黛 饰演 李凤姐
- 1974年TVB《江山美人》 李琳琳 饰演 李凤姐
- 1993年電視劇《天蠶變之再與天比高》 馮美英 饰演 李凤姐
- 1999年电视剧《泣血江山》又名《江山美人》 张玉嬿 饰演 李凤姐
- 2000年电视剧《金装四大才子》 向海岚 饰演 李凤姐
- 2000年电视剧《机灵小不懂》 薛佳凝 饰演 李凤姐
- 2002年电影《天下无双》 赵薇 饰演 李凤姐（阿凤）
- 2003年电视剧《凤临阁》 杨恭如 饰演 李凤姐
- 2003年电视剧《剑出江南》张蓓蓓 饰演 哈青莲（原型刘良女）
- 2005年电视剧《正德演义》 陶飞霏 饰演 刘良女
- 2010年电影《龙凤店》 徐熙媛 饰演 李凤姐